# Александрійський університет
Александрійський університет (араб. جامعة_الإسكندرية جامعة الإسكندرية, англ. Alexandria University; колишня назва — Університет імені короля Фарука I, Університет Фарука, англ. Farouk I University, King Farouk I University) — заклад вищої освіти у місті Александрії у Єгипті, один із найбільших у країні.

## З історії університету
Александрійський університет був заснований 1938 року як відділення Університету Фуада (колишня назва Каїрського університету).
У 1942 році університет в Александрії став незалежним закладом. У цей час і аж до 1952 року університет був відомий під назвою Університет Фарука, і лише після Липневої революції (1952) змінив свою назву на Александрійський університет.
Ректором-засновником Александрійського університету був відомий єгипетський мислитель і письменник Тага Хусейн.
Нині Александрійський університет — другий за величиною в Єгипті, він має багато філій й дослідницьких центрів зі здійснення практичних досліджень.

## Структура
У той час, коли Александрійський університет став незалежною інституцією (1942), він мав такі факультети:
- мистецький факультет (1938);
- юридичний факультет (1938);
- інженерний факультет[6] (1941);
- факультет прикладних наук;
- комерційний факультет;
- медичний факультет;
- сільськогосподарський факультет.

Надалі були відкриті такі факультети:
- факультет сестринської справи (колишній Вищий інститут сестринської справи, 1954);
- фармацевтичний факультет[7] (1956);
- Вищий інститут народного здоров'я (1963);
- факультет освіти (1969);
- факультет стоматології: заснований 1971 року. Розташований у районі Ель-Азарета (El Azareta) поруч із відомою Александрійською бібліотекою;
- Інститут медичних досліджень (1971);
- факультет ветеринарії (1974)
- Інститет вищої освіти та досліджень (1983);
- факультет туризму та готельної справи (1983).

У 1989 році 4 факультети, розташовані в Александрії, але під управлінням Хелванського університету, були анексовані Александрійським університетом. Це факультети сільського господарства, мистецтва, фізичної підготовки для юнаків та дівчат.

## Відомі науковці та випускники
- Елі Коен — ізраїльський розвідник
- Усама Тауфік Бадр — посол Єгипту в Україні

## Виноски
1. ↑  Alexandria University
2. ↑  https://www.4icu.org/reviews/1240.htm
3. 1 2  http://www.alex.edu.eg/FacultyStaff.jsp%5Bнедоступне+посилання+з+серпня+2019%5D
4. ↑  https://web.archive.org/web/20221123144401/https://www.auf.org/les_membres/nos-membres/
5. ↑  https://web.archive.org/web/20221215121521/https://www.aau.org/subs/membership/
6. ↑  Інженерний факультет Александрійського університету. Архів оригіналу за 15 лютого 2010. Процитовано 18 грудня 2009. [Архівовано 2010-02-15 у Wayback Machine.]
7. ↑  Фармацевтичний факультет Александрійського університету. Архів оригіналу за 10 січня 2016. Процитовано 23 червня 2019. [Архівовано 2016-01-10 у Wayback Machine.]